# Paul Eder von Kainbach
Paul Eder von Kainbach (* in Stainz; † 1638 bei Rheinfelden) war ein österreichischer Adliger und kaiserlicher Oberstleutnant. Er war ein jüngerer Bruder von Andreas Eder von Kainbach.
Paul Eder von Kainbach wurde zusammen mit seinen Brüdern 1604 ein Wappen verliehen.
Auf Bitten seines Bruders, des Hofpfennigmeisters Andreas Eder, erhielt er 1612 ein Stipendium. Er studierte in Wien und Siena bis 1616. Danach schlug er eine militärische Laufbahn ein und diente im Dreißigjährigen Krieg in der Kaiserlichen Armee im Regiment Alt-Pappenheim und stieg dort bis zum Oberstleutnant auf. Er fiel 1638 bei der Belagerung von Rheinfelden. Sein Erbe fiel an die Söhne seines Bruders Thomas Eder.